# جافری لوزینیان
جافری لوزینیان (انگلیسی: Geoffrey of Lusignan)، ارباب ووانت و سوبیز و همچنین کنت یافا و اشکلون بود. وی پسر هیو هشتم لوزینیان و برادر گی لوزینیان پادشاه اورشلیم و آیمری پادشاه قبرس و اورشلیم بود.